# Icosaedro metabidiminuito
In geometria solida, l'icosaedro metabidiminuito è un poliedro con 12 facce che può essere costruito, come intuibile dal suo nome, diminuendo un icosaedro regolare sottraendogli due piramidi pentagonali, quindi di fatto sostituendo due gruppi di cinque facce triangolari dell'icosaedro con due facce pentagonali adiacenti. Nel caso in cui all'icosaedro si sottraessero piramidi pentagonali non adiacenti, il risultato sarebbe un antiprisma pentagonale.

## Caratteristiche
L'icosaedro metabidiminuito è uno dei 92 solidi di Johnson, in particolare quello indicato come J62, ossia un poliedro strettamente convesso avente come facce dei poligoni regolari ma comunque non appartenente alla famiglia dei poliedri uniformi, ed è il quinto di una serie di sette solidi platonici modificati tutti facenti parte dei solidi di Johnson.
Per quanto riguarda i 10 vertici di questo poliedro, su 2 di essi incidono due facce pentagonali e una triangolare, su 6 incidono una faccia pentagonale e tre triangolari e sui restanti due incidono cinque facce triangolari.

## Formule
Considerando un icosaedro metabidiminuito avente come facce dei poligoni regolari aventi lato di lunghezza {\displaystyle a}, le formule per il calcolo del volume {\displaystyle V} e della superficie {\displaystyle A} risultano essere:
{\displaystyle V={\frac {a^{3}}{6}}\left(5+2{\sqrt {5}}\right)\approx 1,5786893\ldots a^{3};}
{\displaystyle A={\frac {a^{2}}{2}}\left(5{\sqrt {3}}+{\sqrt {25+10{\sqrt {5}}}}\right)\approx 7,7710818\ldots a^{2}.}

## Poliedri correlati
L'icosaedro metabidiminuito può essere diminuito sottraendogli una piramide a base pentagonale e formando un icosaedro tridiminuito, anch'esso facente parte dei solidi di Johnson.